# Шангуань Ван'єр
Шангуань Ван'єр (кит.: 上官婉兒; 664 — 21 липня 710) — наложниця танського імператора Чжун-цзуна, китайська політична діячка і поетеса.

## Життєпис
Походила зі знатного китайського роду. Її дідом був канцлер Шангуань Ї, що мав титул Чу-гун (герцог Чу). Його було страчено 665 року внаслідок інтриг імператриці У Цзетянь. Разом з ним було страчено і його сина Шангуань Тіньжи — батька Ван'єр. Дівчинці в той час було всього кілька місяців від народження. Разом з матір'ю — пані Чжен — вона залишилася при імператорському дворі в стані рабині внутрішнього палацу імператора.
Мати вивчила Ван'єр писати та складати вірші. Літературний талант проявився з ранніх років. Коли дівчинці було 13 років, імператриця У Цзетянь знайшла вірші Ван'єр і, дізнавшись, хто їх автор, попросила дівчинку написати при ній есе на задану тему. Імператриця була так вражена написаним, що призначила Ван'єр своїм особистим секретарем.
Невдовзі після смерті імператора Гао-цзуна в грудні 683 року У Цзетянь захопила владу, ставши правити одноосібно. Важливу роль в політиці У Цзетянь стала відігравати Шангуань Ван'єр, оскільки імператриця надавала їй особливу прихильність і радилася з усіх питань, починаючи від того, як відповідати на клопотання дрібних чиновників, закінчуючи важливими державними справами. Фактично Ван'єр готувала всі імператорські накази. Втім за невиконання одного з рішень імператориці Ван'єр було татуйовано (замість страти).
У 690 році коли У Цзетянь проголошує себе імператором династії Чжоу і приймає титул імператора, а Шангуань Ван'єр отримала завдання відбору нових чиновників в провінціях на основі державних іспитів. Висловлюється думка, що вона брала участь в створенні поетичних і літературних текстів, приписуваних імператриці, таких як «Чжуантанші», або «Біографії великих жінок», проте це не певно. У лютому 705 року спалахнуло повстання, до якого приєдналися військові, внаслідок чого У Цзетянь змусили відректися від трону на користь її сина Лі Сіаня (відомий як Чжун-цзун).
Імператор зробив Ван'єр своєю наложницею 14-го рангу. Імператор Чжун-цзун поклав на неї відповідальність за розробку едиктів та інших імператорських наказів. Вона долучила до управління У Саньсі, небожа У Цзетянь. За пропозицією Ван'єр час трудової повинності та військової служби змінився з 20—59 років на 22—58 років. У 707 році вона ледве врятувалася під час заколоту принца Лі Чунцзюня. Зусиллями Ваньєр в 708 році була створена імператорська академія, в якій проходили змагання поетів, де Ван'єр часто була суддею. Невдовзі вона стала наложницею 6-го рангу. Вона часто писала вірші від імені імператора та імператриці Вей. 709 року сприяла призначенню канцлером Цуй Ші.
3 липня 710 року імператора було отруєно, напевне імператрицею Вей. Але 21 липня того ж року розпочалося повстання, під час якого імператриця Вей була вбита, а на трон був поставлений Лі Чунмао. Шангуань Ван'єр, попри те, що таємно підтримала повалення Вей, була страчена. Втім 711 року новий імператор Лі Дань відновив її статус та надав посмертне ім'я Веньхуей. Ймовірно 2013 року її гробницю було знайдено біля аеропорту в Сяньян.